# Euryglossina xanthogena
Euryglossina xanthogena là một loài Hymenoptera trong họ Colletidae. Loài này được Rayment mô tả khoa học năm 1935.

## Hình ảnh

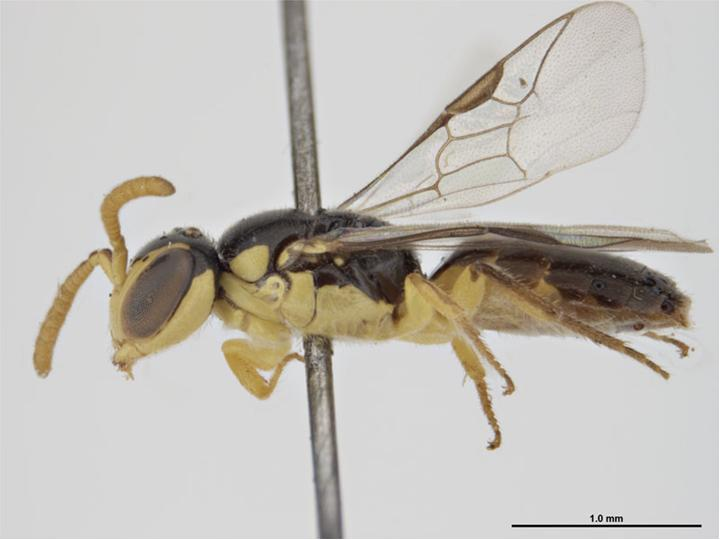